# Jacob Trouba
Jacob Ryan Trouba (né le 26 février 1994 à Rochester, dans l'État du Michigan aux États-Unis) est un joueur professionnel américain de hockey sur glace. Il évolue au poste de défenseur pour les Ducks d'Anaheim dans la Ligue nationale de hockey (LNH). Trouba a joué les 6 premières saisons de sa carrière avec les Jets de Winnipeg avant d'être échangé aux Rangers de New York en 2019. Pour être ensuite échangé aux Ducks d'Anaheim en 2024.

## Biographie

### Jets de Winnipeg (2013-2019)
Il est repêché 9e au total par les Jets de Winnipeg lors du repêchage d'entrée dans la LNH 2012,. Le 2 avril 2013, il signe son premier contrat professionnel avec les Jets. Le 1er octobre 2013, il joue son premier match dans la LNH et inscrit son premier but en carrière contre le gardien Devan Dubnyk des Oilers d'Edmonton. Il a aussi récolté une passe pendant le match et a été nommé première étoile du match. Il termine sa première saison dans la LNH avec 10 buts, 29 points et 43 minutes de pénalités en 65 matchs. Les Jets finissent dernier dans leur division et manquent les séries éliminatoires.
À sa deuxième saison dans la LNH, Trouba connait une petite diminution de points avec 7 buts et 22 points en 65 matchs.
Le 7 novembre 2016, il signe un contrat de 2 ans et d'une valeur de 6 millions de dollars avec les Jets.
Le 20 février 2017, il est suspendu pendant deux matchs pour avoir donnée une mise en échec illégale à la tête à l'attaquant Mark Stone, des Sénateurs d'Ottawa, le 19 février 2017.
Le 2 juillet 2018, il signe une extension de contrat de 1 an et 5,5 millions de dollars avec les Jets. À sa dernière saison avec les Jets, en 2018-2019, il obtient le meilleur rendement de sa carrière en saison régulière avec 50 points.

### Rangers de New York
Le 17 juin 2019, il est échangé aux Rangers de New York en retour du défenseur Neal Pionk et d'un choix de 1re ronde en 2019. Le 19 juillet 2019, étant agent libre, il signe un contrat de 7 ans et 56 millions de dollars avec les Rangers de New York. Il marque son premier but avec les Rangers lors du premier match de la saison 2019-2020, contre son ancienne équipe, les Jets de Winnipeg.
Le 9 août 2022, il devient le 28e capitaine dans l'histoire des Rangers et le premier depuis Ryan McDonagh.

### Ducks d'Anaheim
En début de saison 2024-2025,  l’américain de 30 ans récolte 6 mentions d’aide en 24 matchs. Avec une année et demie à faire à son contrat dont le salaire annuel est de 8 millions $, il se trouve au coeur de rumeurs d’échange. Les Rangers de New York lui demande de lever sa clause de non-échange pour pouvoir l’envoyer aux Ducks d’Anaheim. Trouba raconte avoir été intimidé par les Rangers et qu’on lui avait dit qu’il devait accepter cet échange sinon il serait laissé de côté. Il est échangé aux Ducks le 6 décembre 2024 contre le défenseur Urho Vaakanainen et un choix de 4e tour au repêchage de 2025.

### En équipe nationale
Il représente les États-Unis au niveau international. Il a participé aux sélections jeunes.

## Statistiques

### En club
| Saison     | Équipe                 | Ligue      |     | Saison régulière | Saison régulière | Saison régulière | Saison régulière | Saison régulière |   | Séries éliminatoires | Séries éliminatoires | Séries éliminatoires | Séries éliminatoires | Séries éliminatoires |
| Saison     | Équipe                 | Ligue      | PJ  | B                | A                | Pts              | Pun              | PJ               | B | A                    | Pts                  | Pun                  |                      |                      |
| 2010-2011  | États-Unis             | USHL       | 31  | 3                | 4                | 7                | 31               | -                | - | -                    | -                    | -                    |                      |                      |
| 2011-2012  | États-Unis             | USHL       | 22  | 4                | 14               | 18               | 35               | -                | - | -                    | -                    | -                    |                      |                      |
| 2012-2013  | Université du Michigan | CCHA       | 37  | 12               | 17               | 29               | 88               | -                | - | -                    | -                    | -                    |                      |                      |
| 2013-2014  | Jets de Winnipeg       | LNH        | 65  | 10               | 19               | 29               | 43               | -                | - | -                    | -                    | -                    |                      |                      |
| 2014-2015  | Jets de Winnipeg       | LNH        | 65  | 7                | 15               | 22               | 46               | 4                | 0 | 2                    | 2                    | 2                    |                      |                      |
| 2015-2016  | Jets de Winnipeg       | LNH        | 81  | 6                | 15               | 21               | 62               | -                | - | -                    | -                    | -                    |                      |                      |
| 2016-2017  | Jets de Winnipeg       | LNH        | 60  | 8                | 25               | 33               | 54               | -                | - | -                    | -                    | -                    |                      |                      |
| 2017-2018  | Jets de Winnipeg       | LNH        | 55  | 3                | 21               | 24               | 34               | 17               | 2 | 1                    | 3                    | 17                   |                      |                      |
| 2018-2019  | Jets de Winnipeg       | LNH        | 82  | 8                | 42               | 50               | 58               | 6                | 0 | 1                    | 1                    | 4                    |                      |                      |
| 2019-2020  | Rangers de New York    | LNH        | 70  | 7                | 20               | 27               | 61               | 3                | 0 | 1                    | 1                    | 0                    |                      |                      |
| 2020-2021  | Rangers de New York    | LNH        | 38  | 2                | 10               | 12               | 22               | -                | - | -                    | -                    | -                    |                      |                      |
| 2021-2022  | Rangers de New York    | LNH        | 81  | 11               | 28               | 39               | 88               | 20               | 1 | 4                    | 5                    | 25                   |                      |                      |
| 2022-2023  | Rangers de New York    | LNH        | 82  | 8                | 22               | 30               | 63               | 7                | 0 | 0                    | 0                    | 6                    |                      |                      |
| 2023-2024  | Rangers de New York    | LNH        | 69  | 3                | 19               | 22               | 73               | 16               | 1 | 6                    | 7                    | 22                   |                      |                      |
| 2024-2025  | Rangers de New York    | LNH        | 24  | 0                | 6                | 6                | 22               | -                | - | -                    | -                    | -                    |                      |                      |
| Totaux LNH | Totaux LNH             | Totaux LNH | 772 | 73               | 242              | 315              | 626              | 73               | 4 | 15                   | 19                   | 76                   |                      |                      |

### En équipe nationale
| Année | Équipe               | Compétition                  |   | PJ | B | A | Pts | Pun                |  | Résultat |
| 2011  | États-Unis -18       | Championnat du monde -18 ans | 6 | 1  | 0 | 1 | 0   | Médaille d'or      |  |          |
| 2012  | États-Unis -20       | Championnat du monde junior  | 6 | 0  | 2 | 2 | 0   | 7e place           |  |          |
| 2012  | États-Unis -18       | Championnat du monde -18 ans | 7 | 3  | 4 | 7 | 4   | Médaille d'or      |  |          |
| 2013  | États-Unis -20       | Championnat du monde junior  | 7 | 4  | 5 | 9 | 10  | Médaille d'or      |  |          |
| 2013  | États-Unis           | Championnat du monde         | 7 | 1  | 2 | 3 | 2   | Médaille de bronze |  |          |
| 2014  | États-Unis           | Championnat du monde         | 4 | 2  | 1 | 3 | 8   | 6e place           |  |          |
| 2016  | Amérique du Nord -24 | Coupe du monde               | 2 | 0  | 0 | 0 | 0   | 5e place           |  |          |
| 2017  | États-Unis           | Championnat du monde         | 8 | 1  | 2 | 3 | 2   | 5e place           |  |          |

## Trophées et honneurs personnels

### Ligue nationale de hockey
- 2023-2024 : remporte le trophée Mark-Messier